# Centropłat
Centropłat – część konstrukcyjna statku powietrznego (stałopłata). Jest to środkowa część płata nośnego przytwierdzona do kadłuba statku powietrznego. Centropłat często jest punktem mocowania silników w maszynach wielosilnikowych. 
W samolotach typu latające skrzydło centropłat pełni rolę kadłuba.